# Erich F. Bender
Erich F. Bender (* 1909 in Bonn; † 5. September 1983) war ein deutscher Regisseur und Drehbuchautor.

## Leben
Nach seinem Abitur am Städtischen Realgymnasium Köln-Nippes studierte Erich F. Bender Geisteswissenschaften. Schon während seiner Schul- und Studienzeit widmete er sich dem Bühnenfach. Beim 25-jährigen Bestehen der Schule 1928 leitete er die Aufführung des „Tellspiels der Schweizer Bauern“ von Johannes Weinrich und trat selbst als junger Bauer Erni aus Melchthal auf.

## Filmografie

### Regie
- 1954: Kali
- 1954: Die Gehetzten
- 1954/1955: Kali und Pflanze
- 1956: Die Pocken kommen?
- 1967: Helga – Vom Werden des menschlichen Lebens
- 1968: Helga und Michael

### Drehbuch
- 1964: Wie ein Dieb in der Nacht
- 1967: Helga – Vom Werden des menschlichen Lebens
- 1968: Helga und Michael

### Filmmusik
- 1967: Die letzten Paradiese